# Sztára (patak)
A Sztára (más néven Sztára-patak, Öreg-patak ukránul: Стара, Sztara) patak Kárpátalján, a Latorca jobb oldali mellékvize. Hossza 40 km, vízgyűjtő területe 461 km². Esése 20 m/km.
A Kéklő-hegységben (Szinyák), Nagygajdos felett ered. A Viznice és a Sztára völgye választja el a hegység nyugati és keleti részeit; előbbit gyakran külön egységnek tekintik Makovica néven.
Kínlódj közelében ömlik a Latorcába.

## Települések a folyó mentén
- Nagygajdos (Гайдош)
- Unggesztenyés (Лінці)
- Andrásháza (Андріївка)
- Ungsasfalva (Ірлява)
- Bacsó (Чабанівка)
- Ignéc (Зняцьовo)
- Ungtölgyes (Дубрівка)
- Draginya (Драгиня)
- Kínlódj (Кінлодь)

## Mellékvizek
Jelentősebb mellékvizei (zárójelben a torkolattól mért távolság):
- Cigány-patak (jobb part, 1,9 km)
- Szolotvinszkij (jobb part, 3,8 km)
- Villye (jobb part, 5,7 km)
- Poluj (bal part, 18 km)